# Nowosiółki (województwo podkarpackie)
Nowosiółki (dawniej też Nowosiółki Baligrodzkie) – wieś w Polsce położona w województwie podkarpackim, w powiecie leskim, w gminie Baligród. Przez wieś przebiega droga wojewódzka nr 893. W latach 1975–1998 miejscowość położona była w województwie krośnieńskim. Przez miejscowość przepływa rzeczka Hoczewka, dopływ Sanu.

## Historia
Dziedzicem Nowosiółek był Jacek Fredro, ojciec Aleksandra Fredry. We wsi zmarł w 1843 i został pochowany Markijan Szaszkewycz. W połowie XIX wieku właścicielem posiadłości tabularnej Nowosiółki Baligrodzkie był Jędrzej Bal. We wsi urodził się w 1867 Adam Bal.

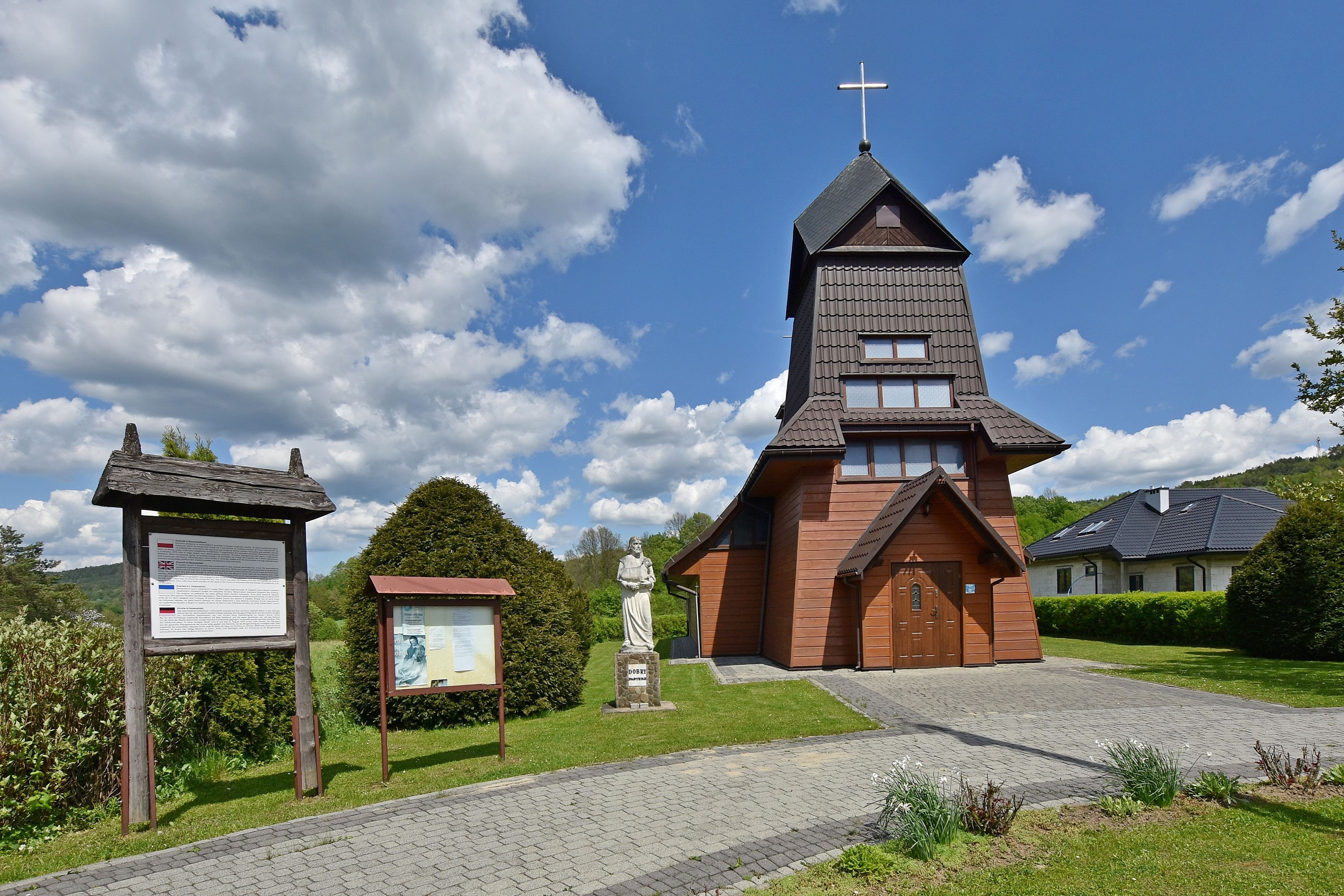
Kościół filialny
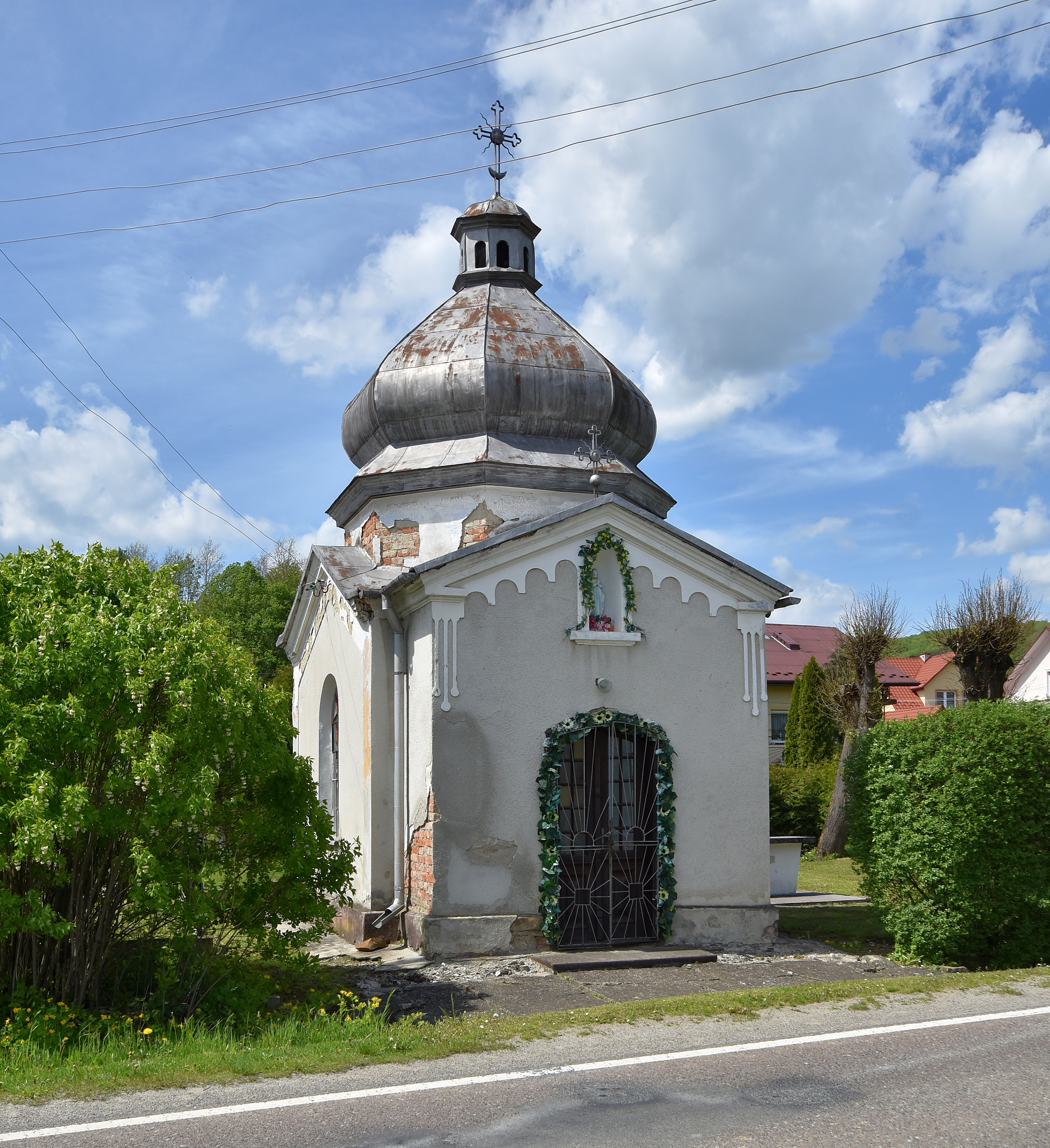
Kaplica z 1912

W nocy z 1 na 2 sierpnia 1975 we wsi zbudowano kościół pw. św. Józefa należący do Parafii św. Anny w Hoczwi.